# Polyzonus saigonensis
Polyzonus saigonensis là một loài bọ cánh cứng trong họ Cerambycidae.